# Nena, saludáme al Diego
Nena, saludáme al Diego es una película venezolana del año 2013 dirigida por Andrea Herrera Catalá. Protagonizada por Marialejandra Martín, Ananda Troconis y la argentina Sofía Bertolotto  Fue estrenada el 17 de mayo de 2013.

## Resumen del argumento
“Nena, saludáme al Diego” gira en torno a Isabel (Marialejandra Martín), gerente de contenidos de Canal Cultura, una señal de TV en crisis por su bajo índice de audiencia. Confía en que su hija favorita, Sofía (Sofía Bertolotto), la ayudará a salvar su carrera al convertirse en la nueva y joven imagen de la cultura venezolana. Pero Sofía, quien regresa de estudiar periodismo en España, tiene planes propios: declara haber encontrado afuera su verdadera identidad y planea repatriarse en la Argentina, país que sin motivo aparente ha conquistado su corazón. Este conflicto de intereses desata una particular “guerra de independencia” que pondrá sus vidas de cabeza y llegará hasta los medios de comunicación, obligándolas a descubrir si los lazos familiares son más fuertes que cualquier diferencia.

## Reparto
- Marialejandra Martín (Isabel)
- Sofía Bertolotto (Sofía)
- Ananda Troconis (Natalia)
- Daniel Rodríguez (Pablo)
- Iair Said (Santiago),
- Alexander Leterni (Fernando)
- Paris Aguilar (Aurora)
- Ana Villa (Silvia)
- Cayito Aponte (Joaquín)
- Pepeto López (Pepeto)

## Rodaje
El film se grabó durante ocho semanas con locaciones en Venezuela y Argentina. El proceso de postproducción se llevó dos años. En cuanto al guion, el origen fue la tesis presentada por Valentina Martínez en la UCAB, aunque llegó a su forma final después de un laborioso proceso de resscritura de más de dos años. La productora del filme es Delfina Catalá, cineasta de muy dilatada trayectoria dentro y fuera de Venezuela. Además, es la madre de la directora y una de las más entusiastas impulsoras del proyecto desde el comienzo. El guion refleja en parte la historia real de esta relación madre-hija. 

## Banda sonora
Temas interpretados por las bandas venezolanas: 
1. Allí Estás - Famasloop
2. Ven al Cuadrado - OKills
3. Cumparsita - Famasloop
4. Mum Nenita - Estudio Pararrayos
5. Suficiente - Los Colores
6. Guerra - Americania
7. Cumparsita (Dub Remix) - Estudio Pararrayos
8. Pajarito - Famasloop
9. Distintas Formas - Americania
10. Himno de Argentina - Famasloop
11. Vaca Fumada - Famasloop
12. Kill Nena - Famasloop -
13. Querido Cucú - Famasloop
14. Lo Haré - Ulises Hadjis
15. Singando en la Lluvia - Famasloop
16. El Papá - El Nigga
17. Madre Patria - Tres Dueños
18. Real Life - Different Fountains
19. Cumparsita (Pesadilla Remix) - Estudio Pararrayos
20. Explótala - Pocz
21. Ven al Cuadrado (Cellos) - Estudio Pararrayos
22. Por Estas Calles - Famasloop
23. Red Light - Holy Sexy Bastards
24. Perfect Ten - Holy Sexy Bastards
25. Nube - Famasloop
26. Zapara - Jan Pawel
27. Papel - OKills
28. Estoy Afuera, Sal - Americania
29. Un Paseo Antes de Partir - Jan Pawel

- Descargar la Banda sonora de la Nena

## El Lado Social
El lado social de la “Nena”
Andrea Herrera Catalá ama el cine pero no es ajena a la situación de 
violencia que vive actualmente la sociedad venezolana, cuya tasa 
de asesinatos es de 50 homicidios por cada 100 mil habitantes. A este 
problema debe sumarse la falta de control y uso de las armas de 
fuego. Es por ello que su ópera prima “Nena, saludáme al Diego”, 
donará a Amnistía Internacional 1 bolívar por cada entrada para que 
esta organización sin fines de lucro lo utilice en su campaña “Basta 
de Balas” con el firme propósito de reducir, de alguna manera, la 
violencia armada en Venezuela.